# Mitski
Mitski Miyawaki (geboren als Mitsuki Laycock, 27 september 1990) is een in Japan geboren Amerikaanse singer-songwriter. Mitski bracht in eigen beheer haar eerste twee albums uit, Lush (2012) en Retired from Sad, New Career in Business (2013), terwijl ze studiocompositie studeerde aan het Purchase College's Conservatory of Music. Deze albums waren haar afstudeerproject bij Purchase. Ze bracht haar derde studioalbum uit, Bury Me at Makeout Creek, in 2014 via Double Double Whammy na haar afstuderen. Vervolgens tekende in 2015 ze een contract bij Dead Oceans en bracht ze haar veelgeprezen albums Puberty 2 (2016), Be the Cowboy (2018) en Laurel Hell (2022) uit, waarvan de laatste de top tien haalde in verschillende regio's. The Guardian noemde haar de "beste jonge songwriter" in de Verenigde Staten.

## Vroege leven
Mitski Miyawaki werd geboren als Mitsuki Laycock op 27 september 1990 in de prefectuur Mie in Japan als dochter van een blanke Amerikaanse vader en een Japanse moeder. Haar eerste taal was Japans. In haar jeugd verhuisde ze vaak vanwege de baan van haar vader bij het Amerikaanse ministerie van Buitenlandse Zaken, en woonde ze in Turkije, China, Maleisië, Tsjechië en de Democratische Republiek Congo voordat ze zich in de Verenigde Staten vestigde. Ze zong in een koor op de middelbare school en was achttien toen ze haar eerste lied op de piano schreef.

## Carrière

### 2012-2014:Lush;Retired from Sad, Career in Business; enBury Me at Makeout Creek
Nadat ze zich had ingeschreven aan het Hunter College om film te studeren, besloot Mitski in plaats daarvan muziek te gaan volgen en stapte ze over naar het SUNY Purchase College's Conservatory of Music, waar ze studiocompositie studeerde. In haar tijd bij Purchase nam ze haar eerste en tweede album op piano op, Lush (2012) en Retired from Sad, New Career in Business (2013) als studentenprojecten. Terwijl ze daar was, ontmoette Mitski Patrick Hyland, die haar albums na Lush produceerde. In 2013 werkte ze samen met indie-rockartiest Mike Rasimas, waar ze de zang verzorgde voor het originele nummer Ego en een cover van "Nightcall" van Kavinsky.
Na haar afstuderen werkte ze als zangeres voor de kortstondige prog-metalband Voice Coils en begon ze te werken aan haar derde studioalbum, Bury Me at Makeout Creek, dat op 11 november 2014 werd uitgebracht via Double Double Whammy. Het album werd heruitgegeven met vier bonustracks op 7 april 2015, via Don Giovanni Records. De rauwe, impulsieve gitaar van het album vormde een afwijking van de orkestrale en klassieke pianoklanken van haar eerste twee albums. Het album oogstte bijval in tal van publicaties.

### 2015-2017:Puberty 2
Op 22 december 2015 tekende Mitski een contract met Dead Oceans. Ze kondigde haar vierde studioalbum, Puberty 2, aan op 1 maart 2016 en deelde de eerste single, "Your Best American Girl". Ze bracht nog een single uit, "Happy", voor de release van het album op 17 juni. Het album werd in twee weken opgenomen in Acme Studios in Westchester County, New York. Het album kreeg veel bijval van muziekcritici. "Your Best American Girl" werd door Rolling Stone uitgeroepen tot het 13e beste nummer van de jaren 2010.
In een aflevering uit 2016 van de Cartoon Network-show Adventure Time, werd haar lied "Francis Forever" gecoverd door Olivia Olson als het personage Marceline de Vampierenkoningin.
Op 21 februari 2017 kondigden de Pixies aan dat Mitski het voorprogramma was voor hun Amerikaanse tour. Op 1 mei verscheen een verzamelalbum met 100 nummers van verschillende artiesten, getiteld Our First 100 Days. Het bevat Mitski's cover van One Directions nummer "Fireproof". Mitski speelde een cover van het nummer in 2015, maar die versie is inmiddels verwijderd. Mitski coverde ook Frank Sinatra's klassieker "I'm a Fool to Want You" uit 1951 voor het 7-Inches For Planned Parenthood- compilatiealbum. Op 4 oktober 2017 kondigde Lorde aan dat Mitski op sommige data het voorprogramma zou zijn op haar Melodrama World Tour. Op 1 november werd Sitting, een korte film met Mitski in de hoofdrol, uitgebracht.

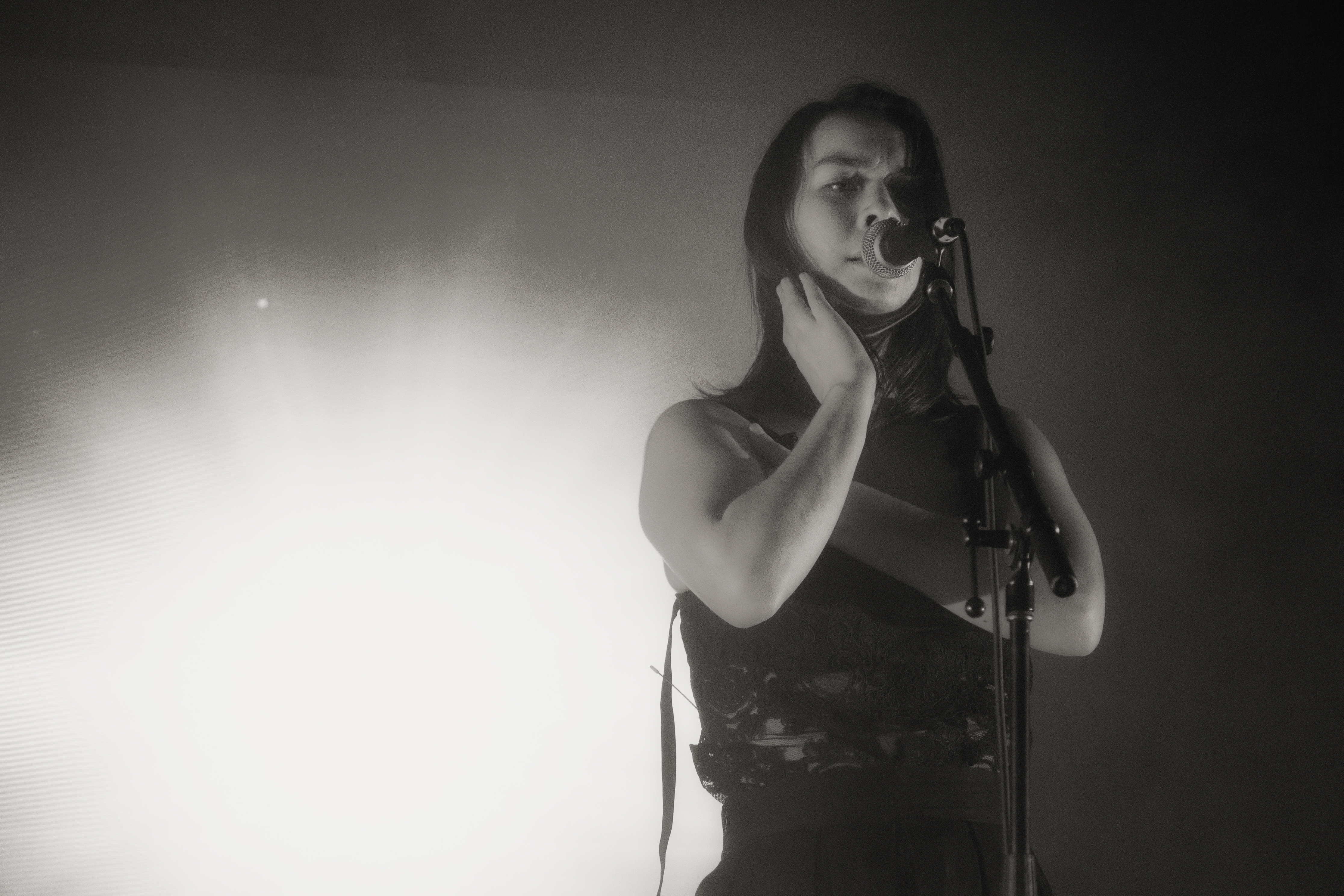
Mitski treedt op tijdens een concert in Seattle in oktober 2018.

### 2018-2019:Be the Cowboy
Op 20 april 2018 werkte Mitski samen met de experimentele band Xiu Xiu aan het nummer "Between the Breaths" voor de soundtrack van de sci-fi komediefilm How to Talk to Girls at Parties, gebaseerd op het korte verhaal met dezelfde naam.
Op 14 mei 2018 opende Mitski pre-orders voor haar vijfde studioalbum, Be the Cowboy, en bracht de eerste single, "Geyser", uit met een bijbehorende muziekvideo. De tweede single en de bijbehorende video, "Nobody", werd uitgebracht op 26 juni 2018 en de derde en laatste single die voorafgaat aan het album, "Two Slow Dancers", werd uitgebracht op 9 augustus samen met een lyrische video. Be the Cowboy werd op 17 augustus uitgebracht via Dead Oceans. Het werd alom geprezen en uitgeroepen tot album van het jaar door Pitchfork, Vulture en Consequence of Sound.
Op tournee in 2019 begon Mitski choreografie op te nemen in haar live-optredens, geïnspireerd door Butoh, een vorm van danstheater ontwikkeld in het naoorlogse Japan, waarin "artiesten putten uit chaotische interne emoties, maar ze verbeelden met precieze, repetitieve gebaren." De aanpak weerspiegelde haar wens om "het publiek iets nieuws te geven" tijdens haar tweede headliner-tour sinds de release van Be the Cowboy, evenals een verlangen "haar eigen, eigenzinnige manieren te ontwikkelen om grip op een publiek te houden", aangezien ze geleerd had "dat rondspringen op het podium, iedereen opzwepen, niet vanzelfsprekend is voor mij." Mitski werkte samen met performancekunstenaar Monica Mirabile om de "zeer gestileerde, soms verontrustende" bewegingen van de tour te bedenken. Door Butoh beïnvloede choreografie werd ook gebruikt in haar videoclip voor "Working for the Knife".
In augustus 2019 beëindigde Mitski haar onderbreking van sociale media om een verklaring te plaatsen waarin ze de beschuldigingen van een Tumblr -gebruiker ontkende dat ze betrokken was geweest bij een bende van kinderhandel: "Ik ken de aanklager niet, en ik weet niet hoe of waarom ze ertoe zijn gekomen om mij te associëren met hun trauma."
In september 2019 maakte Mitski tijdens het laatste optreden van haar Be the Cowboy Tour in Central Park bekend dat het haar laatste voor onbepaalde tijd zou zijn. Later vertelde ze hoe ze van plan was om volledig te stoppen met muziek en "een ander leven te zoeken". Begin 2020 was Mitski van gedachten veranderd en besloot ze terug te keren naar de muziek, deels omdat ze haar label nog een album schuldig was en deels voor zichzelf. Ze beschreef het besluit om door te gaan: "Waar het op neerkwam was:" Ik moet dit doen, ook al doet het me pijn, omdat ik hou van... Dit is wie ik ben. … Ik blijf gewond raken, en ik ga het nog steeds doen, want dit is het enige wat ik kan doen.' "

### 2020-heden:Laurel Hell

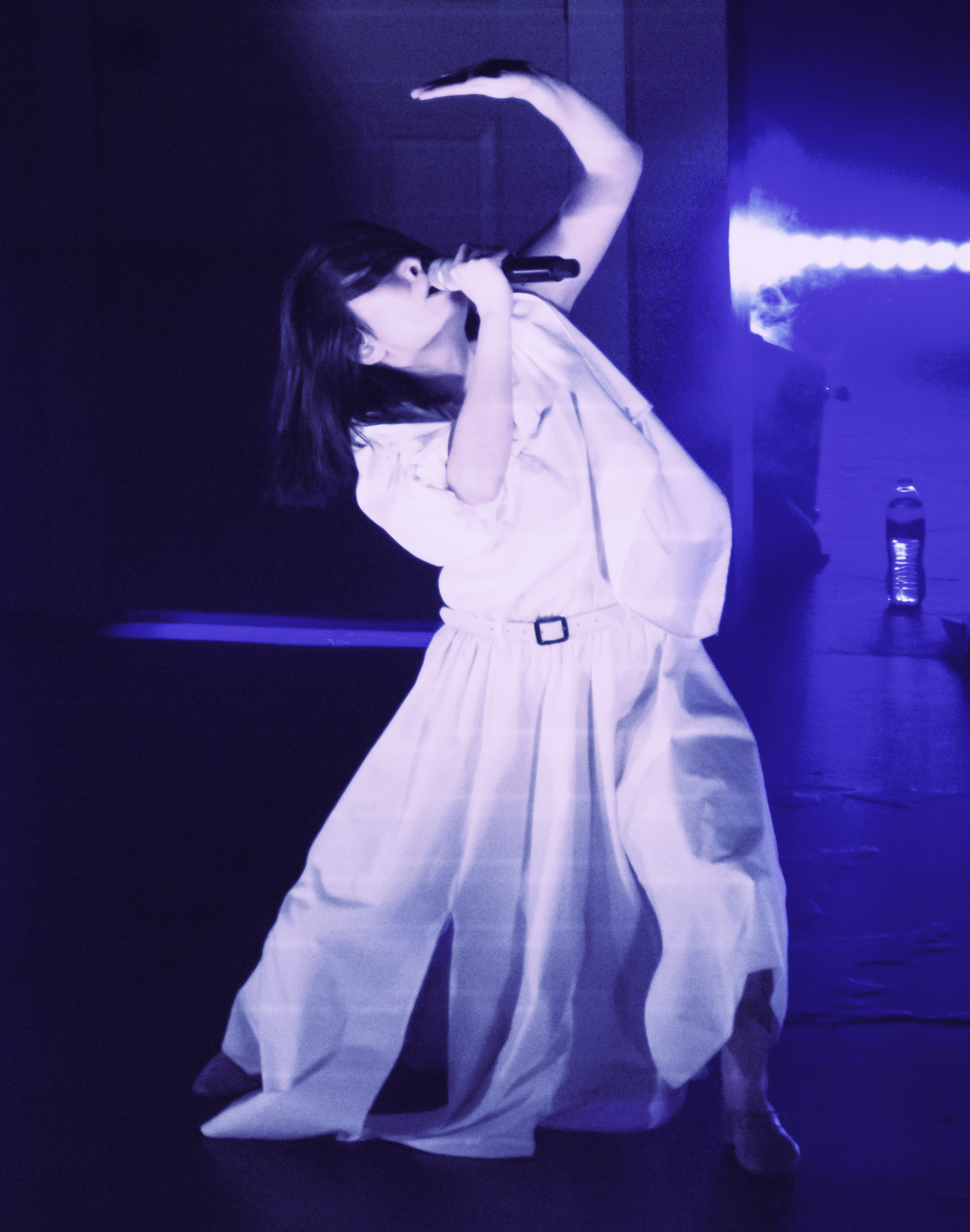
Mitski trad op in 2022 en gebruikte Butoh als inspiratie voor theatrale choreografie in haar uitvoering.

Mitski deelde haar nieuwe nummer, "Cop Car", in januari 2020, een nooit uitgebracht stuk uit de soundtrack van The Turning. Ze was te zien in het nummer "Susie Save Your Love" van Allie X's album, Cape God, uitgebracht in februari 2020.
Op 29 oktober 2020 werd bekend dat Mitski de soundtrack van de graphic novel This Is Where We Fall gaat verzorgen. Het sci-fi westernverhaal geschreven door Chris Miskiewicz en Vincent Kings "onthult thema's als theologie, dood en het hiernamaals". Over het project zei Mitski: "Het was spannend om een soundtrack voor een stripboek te maken. Het stelde me in staat om buiten mijn gebruikelijke songwriting-vorm te werken en het als een partituur te benaderen, maar zonder de signalen die gepaard gaan met het werken naast een bewegend beeld, dat zowel bevrijdend als uitdagend was. Ik hoop dat het eindresultaat je helpt om je onder te dompelen in het verhaal!" Een countrynummer genaamd "The Baddy Man" werd uitgebracht als de eerste preview van de soundtrack op 5 maart 2021. Z2 Comics bracht het album op cassette uit met de standaard hardcover roman op 5 mei 2021. Een limited edition deluxe vinyl werd ook uitgebracht. Op dit moment heeft Z2 geen plannen om de soundtrack op streamingdiensten te zetten.
Op 4 oktober 2021 kondigde Mitski op haar sociale media aan dat ze de volgende dag een nieuwe single, " Working for the Knife ", zou uitbrengen als de eerste single van haar aankomende zesde studioalbum. Het nummer zou later door Pitchfork uitgeroepen worden tot het 7e beste nummer van 2021. Kort na de release van het nummer kondigde Mitski haar Europese en Noord-Amerikaanse tour in 2022 aan. Ze volgde het op met "The Only Heartbreaker" op 9 november 2021. Diezelfde dag kondigde Mitski aan dat haar zesde studioalbum, Laurel Hell, zou worden uitgebracht vlak voor haar Europese en Noord-Amerikaanse tournee, op 4 februari 2022, genaamd Laurel Hell Tour. Op 7 december 2021 werd "Heat Lightning" uitgebracht als de derde single van het album. Op 12 januari 2022 volgde "Love Me More" als vierde single van Laurel Hell. In maart 2022 piekte "The Only Heartbreaker" op nummer één in de Billboard Adult Alternative Airplay -hitlijst. Op 4 maart 2022 werd Mitski aangekondigd als een van de artiesten voor het Glastonbury Festival, gepland voor 22-26 juni 2022.
Op 19 april 2022 werd Mitski's cover van "Glide", van de soundtrack van All About Lily Chou Chou , uitgebracht op streamingdiensten. Het nummer was eerder beschikbaar als bonustrack op fysieke versies van Laurel Hell en werd gebruikt in de film After Yang uit 2022. Mitski verschijnt op het nummer "This Is A Life" van de soundtrack voor de film Everything Everywhere All at Once uit 2022. Het nummer bevat ook David Byrne en Son Lux.

## Muzikale stijl
Mitski's teksten onderzoeken vaak haar angsten en zijn door sommigen benoemd als 'sad indie girl music', een categorie waar veel vrouwen die emotionele teksten schrijven in worden geplaatst. E. Alex Jung beschreef haar als "een artiest wiens muziek voelt alsof ze wordt binnengeleid in een privé-operahuis van melodrama" met teksten vol "kolkende woede, destructieve impulsen, vernedering, verlangen, hartzeer en honger". Angie Martoccio van Rolling Stone beschreef haar eerdere albums als een "wrang doorlopend commentaar op twintigersangst, rauw verlangen en vaak onbeantwoorde liefde". Lucy Dacus, een singer-songwriter die soms voor Mitski opende, beschreef haar muziek als "echt visceral... Ze is verbonden met een deel in zichzelf dat wil schreeuwen. Misschien woon je niet in een ruimte waar je kunt schreeuwen, of misschien heb je geen woorden voor wat er met je is gebeurd. Mitski biedt daar ruimte voor."
Evenzo heeft Mitski haar muziek beschreven als een plek waar mensen "al hun gevoelens, hun lelijkheid, die geen plaats hebben in hun eigen leven", kunnen uitten.
In een interview in 2016 met The New York Times uitte Mitski de spanning tussen haar privéleven en haar ongemak met de aandacht die gepaard gaat met in haar bekend zijn, en daarom geeft ze er de voorkeur aan haar persoonlijke leven zo veel mogelijk privé te houden. Sinds haar doorbraak in 2014 wordt ze door de pers vaak als gesloten bestempeld.
Als Aziatisch-Amerikaanse vrouw heeft Mitski de druk gevoeld om haar gemeenschap te vertegenwoordigen. Ze uitte haar ongemak over het idee dat mensen bij haar op zoek zijn naar begeleiding en haar zien als een leider voor verandering in een industrie die wordt gedomineerd door blanke mannen.
Mitski is niet actief op sociale media en de accounts onder haar naam worden beheerd door een manager. Ze verliet sociale media in 2019, rond dezelfde tijd dat ze stopte met muziek, omdat ze het ongezond vond voor haar zelfbeeld. Ze is echter enorm populair geworden op sociale media. Vanaf februari 2022 was haar muziek te zien in meer dan 2,5 miljoen video's op TikTok. Voormalig president van de Verenigde Staten Barack Obama nam "The Only Heartbreaker" op in zijn lijst met topnummers van 2021, een lijst die hij elk jaar tweet.
Op 9 september 2019, tijdens een show in Central Park, kondigde Mitski aan dat het haar laatste show zou zijn, voor onbepaalde tijd, waardoor haar fans hun verdriet uitten op sociale media. De reactie online op deze aankondiging bracht haar ertoe haar fans te vertellen dat ze niet van plan was te stoppen met muziek; op dat moment was ze echter wel van plan om voorgoed te stoppen met muziek. Ze heeft verklaard dat haar belangrijkste reden om te stoppen was dat ze het moeilijk had om te worstelen met het hervonden indie-sterrendom toen haar album Be the Cowboy uit 2018 de mainstream bereikte. Ze zei dat de muziekindustrie voelde als een "oververzadigde versie van consumentisme", en dat in de industrie "je een product moet zijn dat wordt gekocht en verkocht en geconsumeerd". Ze heeft spijt dat ze haar echte naam heeft gebruikt om muziek uit te brengen, omdat het niet langer voelde alsof het haar eigen naam was, en ze voelde zich een 'buitenlander' voor zichzelf. Ze was bang dat ze, door muziek te blijven maken, uiteindelijk muziek zou gaan maken waar ze niets om gaf. In 2019 schreef Mitski een nieuwe single, "Working for the Knife", waarin ze haar "tegenzin om terug te keren naar het podium" beschrijft. In februari 2022 bracht Mitski een nieuwe plaat Laurel Hell uit, waarmee ze terugkeerde naar de muziekindustrie.

### Visie op haar fanbase
Mitski heeft in interviews verklaard dat ze een ongemakkelijke relatie heeft met haar fans omdat ze hun relatie met haar en haar muziek overweldigend vindt.Ze vond het 'aanbiddelijke commentaar' over zichzelf online schadelijk voor haar zelfbeeld. Haar fanbase is beschreven als zowel "extreem online", "cultish", en bijna net zo intens en groot als die van "Taylor Swift en BTS."
In een interview in 2022 beschreef ze het publiek bij een van haar shows als "onverbiddelijk. Iedereen wilde een stukje van mij... Ik was zo overweldigd door grijpende handen dat ik moest huilen." In februari 2022 tweette Mitski een verklaring waarin ze fans vroeg om te stoppen met het gebruik van hun telefoons om haar shows op te nemen, omdat "... het geeft me het gevoel alsof we hier niet samen zijn... Als ik op het podium sta en naar je kijk, maar jij staart naar een scherm, dan krijg ik het gevoel alsof ik word geconsumeerd, in plaats van een moment met je te delen."

## Privéleven
Mitski weerspiegelt haar eclectische interculturele identiteit als "half Japans, half Amerikaans, maar ook niet volledig", een gevoel dat vaak wordt weerspiegeld in haar muziek, die af en toe kwesties van verbondenheid bespreekt. Mitski heeft zichzelf beschreven als Aziatisch-Amerikaans, maar denkt niet per se zo over zichzelf, "ze zou gewoon zeggen dat ze Amerikaans is".
Sinds 2020 woont Mitski in Nashville, Tennessee.

## Discografie
- Lush (2012)
- Retired from Sad, New Career in Business (2013)
- Bury Me at Makeout Creek (2014)
- Puberty 2 (2016)
- Be the Cowboy (2018)
- Laurel Hell (2022)
- The Land Is Inhospitable And So Are We (2023)